# Christl Filippovits
Christine Filippovits, detta Christl (Schärding, 12 luglio 1944), è un'ex nuotatrice austriaca, che ha partecipato alle Olimpiadi di Roma 1960, di Tokyo 1964 e di Città del Messico 1968, gareggiando nei 200m rana. Nell'evento olimpico giapponese ha gareggiato anche nei 100m rana.